# Бенишу-Абулькер, Берта
Берта Бенишу-Абулькер (фр. Berthe Bénichou-Aboulker; 16 мая 1886 (по другим данным — 1887), Оран, Французский Алжир — 19 августа 1942, Алжир, Французский Алжир) — французская и алжирская писательница, поэтесса, драматург еврейского происхождения. Её пьеса «Аль-Кахина, царица берберов» (фр. La Kahena, reine berbière) стала первым произведением еврейской писательницы, опубликованным в Алжире.

## Семья
Родители Берты принадлежали к семьям знатных в Алжире евреев; её мать Аделаида Азубиб была писательницей и поэтессой, а отец Мардохей Бенишу — председателем еврейской общины в Оране. У Берты был как минимум один родной брат — Раймонд (род. 1890) — известный философ и юрист.
В 1908 году в двадцатидвухлетнем возрасте Берта вышла замуж за Генри Самуэля Абулькера, профессора медицины, хирурга, заместителя мэра Алжира, который был старше неё на десять лет. У супругов родилось четверо детей: сын Хосе, который стал нейрохирургом и политическим деятелем, дочери Марсель и Колетт, ещё одна дочь умерла в младенчестве.

## Творчество
Берта Бенишу-Абулькер была активным членом различных интеллектуальных кружков, созданных в Алжире, и стала известна благодаря своим публикациям. Первой из дошедших до нашего времени является датируемая 1933 годом «Аль-Кахина, царица берберов» (фр. La Kahena, reine berbière), пьеса в 3 действиях, в которой представлена история берберско-иудейской героини VII века, возглавлявшей армию против завоевания княжества арабскими мусульманами.
В 1935 году вышли в свет ещё несколько сборников её стихов и пьес, таких как «Страна пламени» (фр. Pays de flamme) или «Луиза де Лавальер» (фр. Louise de Lavallière). По словам дочери Берты, перед Второй мировой войной были готовы к выпуску ещё несколько её произведений, однако рукописи были утрачены во время бомбардировок Алжира.